# 57ª Squadriglia
La 57ª Squadriglia del Servizio Aeronautico del Regio Esercito dal 20 ottobre del 1918 vola con aerei Ansaldo S.V.A..

## Storia

### Prima guerra mondiale
Il 20 ottobre 1918 la 3ª Sezione SVA biposto Ansaldo S.V.A. del Campo di aviazione di Isola di Carturo diventa 57ª Squadriglia al comando del Capitano Jacopo Degan che dispone del pilota Tenente Ferruccio Marzari e di un osservatore.
Il 4 novembre il reparto autonomo disponeva di 8 SVA, 12 piloti tra cui il Ten. Guido Masiero.
Il 12 dicembre il reparto va Ganfardine (poi Aeroporto di Villafranca) e nel 1919 viene sciolta.

### Seconda guerra mondiale
Al 10 giugno 1940 era con 8 S.M.79 nel XXXII Gruppo di Bengàsi-Aeroporto di Benina del 10º Stormo Bombardamento Terrestre della Regia Aeronautica nell'Aeronautica della Libia - Est.